# Periclimenaeus diplosomatis
Periclimenaeus diplosomatis är en kräftdjursart som beskrevs av Bruce 1980. Periclimenaeus diplosomatis ingår i släktet Periclimenaeus och familjen Palaemonidae. Inga underarter finns listade i Catalogue of Life.